# Itame stehliki
Itame stehliki är en fjärilsart som beskrevs av Bretschneider 1954. Itame stehliki ingår i släktet Itame och familjen mätare. Inga underarter finns listade i Catalogue of Life.